# Winston Edward Kock

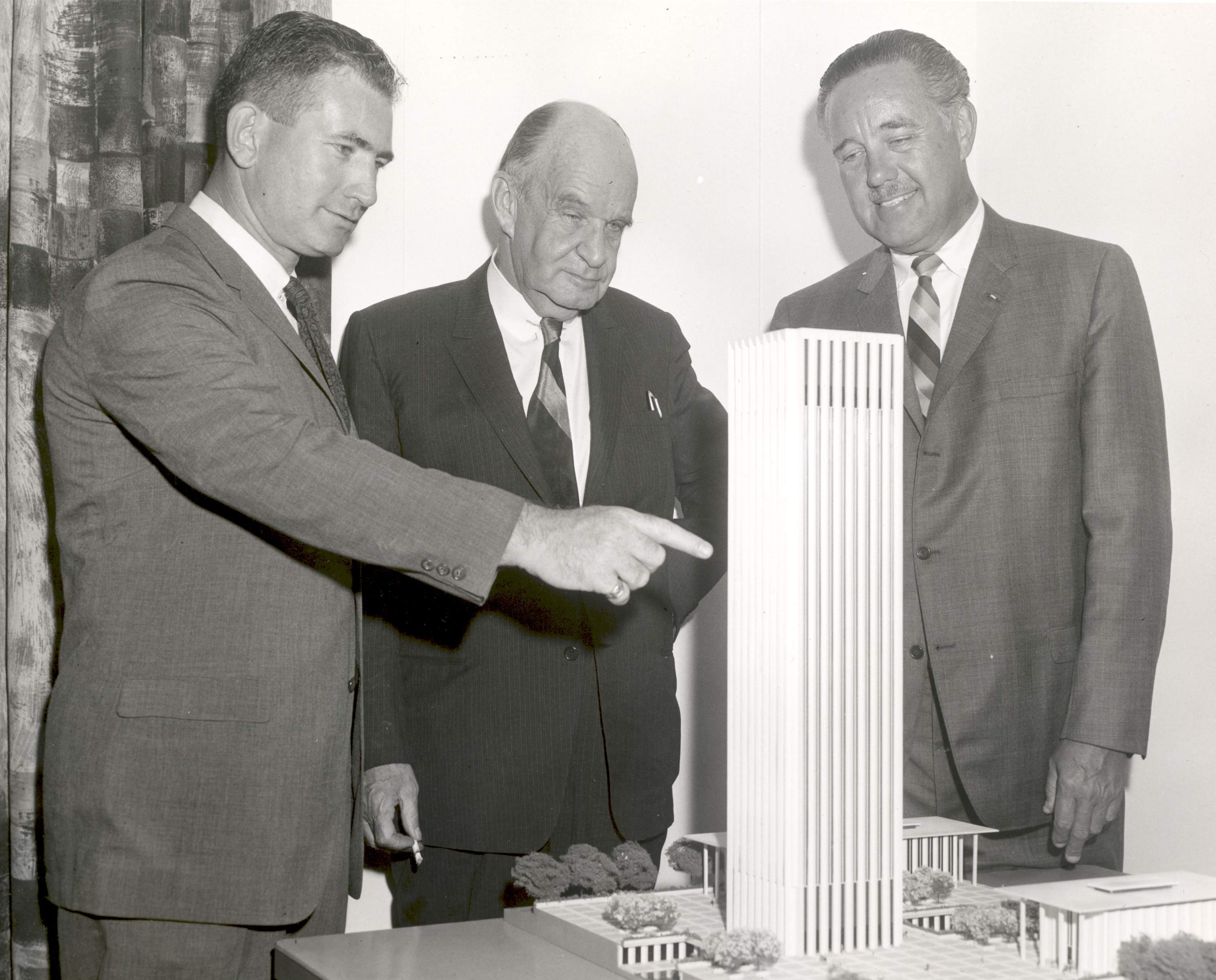
Winston Edward Kock (rechts)

Winston Edward Kock (* 5. Dezember 1909 in Cincinnati, Hamilton County, Ohio, USA; † 25. November 1982) war ein US-amerikanischer Elektrotechniker und Forscher und unter dem Pseudonym Wayne Kirk Romanautor.

## Leben
Winston E. Kock lernte ab dem Alter von vier Jahren Klavier. An der University of Cincinnati studierte er Elektrotechnik und am Cincinnati College of Music Klavier und Orgel.
In den frühen 1930er-Jahren baute Kock als Teil seiner Diplomarbeit eine elektronische Orgel mit 70 Röhren. Da diese teuer waren, verwendete er statt Vakuumröhren kleine Neonröhren. Dabei untersuchte er die intermittierende Glimmentladung. Im Jahr 1932 erhielt er sein Diplom in Elektrotechnik und 1933 seinen Master of Science.
Im Frühjahr 1933 ging Kock als Austauschstudent an die TU Berlin, wo er am Heinrich-Hertz-Institut für Schwingungsforschung Assistent von Karl Willy Wagner war und promovierte. Dort arbeitete er auch mit Oskar Vierling zusammen. Im Austausch ging Sigismund von Braun, Bruder Wernher von Brauns, nach Cincinnati.
Im Jahr 1935 meldete Kock ein Patent für die Verwendung von Formantschaltkreisen in elektronischen Orgeln an. Bereits im Dezember 1933 hatte er von Berlin aus für den induktiven Glimmentladungsoszillator ein US-Patent beantragt, das ihm 1936 unter dem Titel Electrical musical instrument erteilt wurde.
Von Berlin ging er, gesponsert von der Baldwin Piano Company in Cincinnati, an das Indian Institute of Music & Arts (IIMA) in Bangalore, wo er über Klangfarben und die Akustik von Musikinstrumenten forschte. Im Jahr 1936 wurde er bei der Baldwin Piano Company Forschungsleiter.
Kurz nach Kriegseintritt der USA Ende 1941 verließ Kock die Baldwin Piano Company und begann bei den Bell Telephone Laboratories, wo er am Fire-control radar für die US-Navy forschte. 1949 wurde er Fellow der American Physical Society. Im Jahr 1951 wurde er bei Bell Direktor für Acoustics Research und 1955 für Audio and Video Research. In dieser Zeit arbeitete Winston E. Kock an der Bandkomprimierung für Sprachübertragung und initiierte die Entwicklung eines Bildtelefons über normale Telefonleitungen, wobei 1964 ein begrenzter kommerzieller Dienst aufgenommen wurde. Er engagierte sich auch in Projekten zum Wasserschall.
Aufgrund seines Interesses für U-Boot-Erkennung wechselte Kock im Jahr 1956 zur Bendix Corporation, die eine Pionierrolle in der Sonar-Forschung spielte. Zwischen 1958 und 1962 stieg er dort auf zum Vizepräsidenten. Kock nahm hier an der Entwicklung von Dunked Sonar teil, das von Helikoptern aus ins Meer eingetaucht wird. Er arbeitete auch am Radar, Laser, Holografie und am Antriebsmechanismus für Steuerstäbe in Atom-U-Booten. Als die NASA in Cambridge ihr Forschungszentrum eröffnete, wurde Winston E. Kock der erste Direktor des Zentrums.
Im Jahr 1966 kehrte er zu Bendix zurück und konzentrierte sich auf die Erforschung von akustischer Holografie, einem Feld, in dem Kock internationale Bekanntheit erlangte. Nachdem Kock dort 1971 in den Ruhestand gegangen war, wurde er Direktor des Herman Schneider Laboratory der University of Cincinnati. Von dieser hatte er bereits 1952 die Ehrendoktorwürde verliehen bekommen, und im dortigen Universitätsarchiv wird auch sein Nachlass bewahrt.

## Schriften
- Electrical investigation of tone quality. 1932.
- The inductive glow discharge oscillator and its application to the production of music. 1933. Deutsch: Der induktive Glimmentladungsoszillator und seine Anwendungsmöglichkeiten. Barth, Leipzig 1934.
- Sound waves and light waves. 1965. Deutsch: Schallwellen und Lichtwellen: Die Grundlagen der Wellenbewegung. Aus dem Englischen von H. D. Bohnen. Springer, Berlin, Heidelberg, New York 1971, ISBN 3-540-05358-1. (Verständliche Wissenschaft, Band 109: Naturwissenschaftliche Abteilung)
- Lasers and Holography. An introduction to coherent optics. 1969.
- Seeing Sound. 1971. Deutsch: Schall sichtbar gemacht. Aus dem Englischen von H.-D. Bohnen. Springer, Berlin, Heidelberg, New York 1974, ISBN 3-540-06629-2. (Verständliche Wissenschaft, Band 112: Naturwissenschaftliche Abteilung)
- Engineering Applications of Lasers and Holography. 1975.
- A Real-Time Parallel Optical Processing Technique. 1975.
- The Creative Engineer: The Art of Inventing. New York 1978.
- unter Pseudonym Wayne Kirk: Love's Warm Sun. The Story of a Bright Young Engineer and a Beautiful Young Girl. New York 1982.